# 왕감
광릉군 왕감(廣陵君 王鑑, ? - 1310년 5월)은 고려 후기의 왕자로 고려의 26대 군왕인 충선왕의 서장자이자 충숙왕의 친형이다. 몽골 여인 의비 야속진 소생이다. 본명은 왕감(王鑑), 자는 의충(宜忠)이다. 왕위 계승 문제에 연루되어 부왕 충선왕에 의해 살해되었다. 《고려사》〈열전〉에는 세자 왕감(世子 王鑑)으로 기록되어 있다.

## 생애
충선왕의 서장자로 어머니는 몽골 출신 의비이고 충숙왕의 동복 친형이었다. 일찍이 광릉군(廣陵君)이 되었다가 뒤에 세자(世子)로 책봉되었다. 충선왕 복위 2년 충선왕이 원나라에 있으면서 왕위를 세자에게 전하고자 하다가 따르는 신하들의 만류로 중단하였다. 그러나 그 과정에서 생긴 참소와 오해로 말미암아 세자 감은 부왕에 의하여 사형에 처하게 된다.
1310년 5월 충선왕이 원에 있을 때 세자 감과 그를 따르던 종자 김중의(金重義) 등을 죽이고 같은 해 9월에 성의 남쪽에 반장(返葬: 객지에서 죽은 사람을 그가 살던 곳이나 그의 고향으로 옮겨서 장사를 지냄)하니 백관(百官)이 소복하고 이를 장송(葬送)하였다.

## 같이 보기
- 충선왕
- 충숙왕
- 공민왕